# Дегтевое
Дегтевое — село в Задонском районе Липецкой области России. Входит в состав Ольшанского сельсовета.

## История
Дегтевое начинает упоминаться с середины XVII века. В 1746 году в селе имелось 90 дворов. По наиболее вероятной версии название села происходит от местного промысла — выгонке дегтя.так же раньше там находилась деревня гудовка  вблизи речки .до военное время была Орловской губерней  

## Географическое положение
Село расположено на Среднерусской возвышенности, в южной части Липецкой области, в южной части Задонского района, на правом берегу реки Снова. Расстояние до районного центра (города Задонска) — 14 км. Абсолютная высота — 161 метр над уровнем моря. Ближайшие населённые пункты — село Сцепное, село Балахна, деревня Мухино, деревня Засновка, деревня Писаревка, деревня Алексеевка, село Верхняя Колыбелька, село Ольшанец, посёлок Освобождение.

## Население
| 1859 | 1897  | 2010 |
| ---- | ----- | ---- |
| 972  | ↗1378 | ↘172 |

По данным Всероссийской переписи, в 2010 году численность населения села составляла 172 человек (75 мужчин и 97 женщин).

## Улицы
Уличная сеть села состоит из 5 улиц.

## Уроженцы
- Кобзев, Степан Петрович (1915—1993) — участник Великой Отечественной войны. Герой Советского Союза.